# Justin Donawa
Justin Donawa (sinh ngày 27 tháng 6 năm 1996) ilà một cầu thủ bóng đá người Bermuda thi đấu cho Dartmouth Big Green và Đội tuyển bóng đá quốc gia Bermuda.

## Sự nghiệp câu lạc bộ
Anh thi đấu cho đội bóng Bermuda Somerset Trojans and started playing  soccer in the US at Berkshire School và tiếp tục thi đấu cho Dartmouth College, nơi anh thi đấu từ mùa thu năm 2015.

## Sự nghiệp quốc tế
Donawa có màn ra mắt cho Bermuda vào ngày 6 tháng 3 năm 2015 trong trận giao hữu trước Grenada. Tính đến hiện tại, anh có 10 lần ra sân, ghi 2 bàn. Tính đến tháng 11 năm 2015, anh đại diện quốc gia thi đấu 3 trận tại Vòng loại giải vô địch bóng đá thế giới.

### Bàn thắng quốc tế
Tỉ số và kết quả liệt kê bàn thắng của Bermuda trước.
| #  | Ngày                | Địa điểm                                                          | Đối thủ           | Tỉ số | Kết quả | Giải đấu                                  |
| -- | ------------------- | ----------------------------------------------------------------- | ----------------- | ----- | ------- | ----------------------------------------- |
| 1. | 25 tháng 3 năm 2015 | Sân vận động Thomas Robinson, Nassau, Bahamas                     | Bahamas           | 4–0   | 5–0     | Vòng loại World Cup 2018                  |
| 2. | 25 tháng 3 năm 2015 | Sân vận động Thomas Robinson, Nassau, Bahamas                     | Bahamas           | 5–0   | 5–0     | Vòng loại World Cup 2018                  |
| 3. | 24 tháng 3 năm 2019 | Sân vận động Cibao, Santiago de los Caballeros, Cộng hòa Dominica | Cộng hòa Dominica | 3–1   | 3–1     | Vòng loại CONCACAF Nations League 2019–20 |

## Đời sống cá nhân
Anh là con trai của Albert và Keena Donawa.